# Lindenhof (Kreis Heiligenbeil)
Lindenhof ist eine Wüstung im Kreis Heiligenbeil in Ostpreußen. Die frühere Ortsstelle befindet sich heute im Stadtkreis Mamonowo (Heiligenbeil) der russischen Oblast Kaliningrad (Gebiet Königsberg (Preußen)).

## Geographische Lage
Die Ortsstelle Lindenhofs liegt nur wenige hundert Meter nördlich der Grenze zur polnischen Woiwodschaft Ermland-Masuren (= südliches Ostpreußen) im Südwesten der Oblast Kaliningrad, zwei Kilometer südlich der einstigen Kreisstadt und heutigen Rajonshauptstadt Heiligenbeil (russisch Mamonowo).

## Geschichte
Lindenhof wurde als Abbau Thimm gegründet, erst am 6. März 1861 fand eine Namensänderung statt. Der im Jahre 1905 20 Einwohner zählende kleine Ort war bis 1945 ein Wohnplatz der Stadt Heiligenbeil.
Mit der Abtretung des gesamten nördlichen Ostpreußen in Kriegsfolge 1945 kam Lindenhof zur Sowjetunion. Der Ort erfuhr keine russische Namensgebung und war auch wohl wegen seiner Grenznähe nicht mehr besiedelt. Er gilt offiziell als untergegangen. Seine Ortsstelle gehört jetzt zum Bereich des Stadtkreises Mamonowo in der Oblast Kaliningrad der Russischen Föderation.

## Religion
Lindenhof war bis 1945 in das Kirchspiel der evangelischen Kirche in Heiligenbeil in der Kirchenprovinz Ostpreußen der Kirche der Altpreußischen Union eingepfarrt. Auch seitens der römisch-katholischen Kirche gehörte Lindenhof zur Stadt Heiligenbeil – im damaligen Bistum Ermland.

## Verkehr
Zur Ortsstelle Lindenhofs führt von Mamonowo aus ein Landweg. Als Straße führte er vor 1945 weiter bis in das heute polnische Wilki (deutsch Birkenau).
Die nächste Bahnstation war die Stadt Heiligenbeil an der heute nur noch zwischen Kaliningrad und Mamonowo befahrenen Bahnstrecke Berlin–Königsberg und an der inzwischen demontierten Bahnstrecke Heiligenbeil–Preußisch Eylau.